# 亚历山大·斯坦科夫
亚历山大·斯坦科夫（1964年9月3日—），是一位保加利亚足球教练，现执教于中甲球队湖南湘涛。

## 职业生涯

### 球员
亚历山大·斯坦科夫的球员时代在索菲亚中央陆军和瓦尔纳黑海两支国内俱乐部效力，并随中央陆军参加过欧洲冠军杯和欧洲联盟杯。

### 教练
1990年，亚历山大·斯坦科夫在索非亚中央陆军队预备队正式开始了执教生涯。2000年1月，亚历山大·斯坦科夫从塞浦路斯回到国内，担任母队索非亚中央陆军的助理教练，其中多次以“救火队长”的身份担任主帅。此后，亚历山大·斯坦科夫还曾担任过保加利亞足球甲級聯賽黑海队主教练、俄羅斯足球超級聯賽苏维埃之翼的助理教练。除此之外，亚历山大·斯坦科夫也曾先后执教过保加利亚国奥队和保加利亚国青队。
在以主教练的身份率领索非亚中央陆军队夺取联赛亚军后，亚历山大·斯坦科夫接到大连阿尔滨足球俱乐部的邀请来华执教，并于2011赛季带领大连阿尔滨冲超成功。2014年12月27日，湖南湘涛足球俱乐部宣布签约亚历山大·斯坦科夫，带领球队征战新赛季的中甲联赛。